# Chrysler 180
Chrysler 180 – samochód osobowy klasy średniej produkowany pod amerykańską marką Chrysler w latach 1970–1979 oraz pod brytyjską marką Talbot w latach 1979–1982.

## Historia i opis modelu

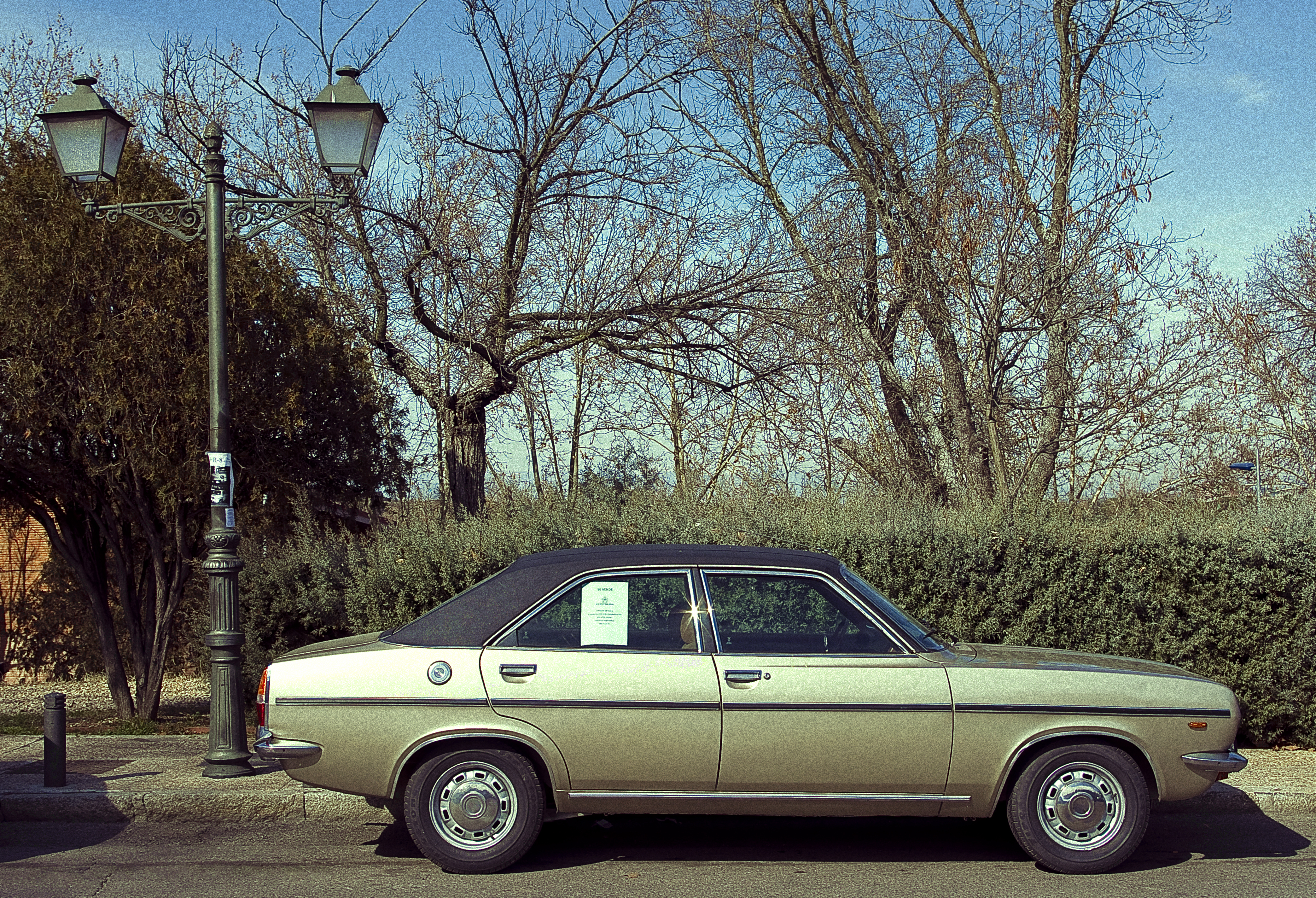
Chrysler 180 – profil

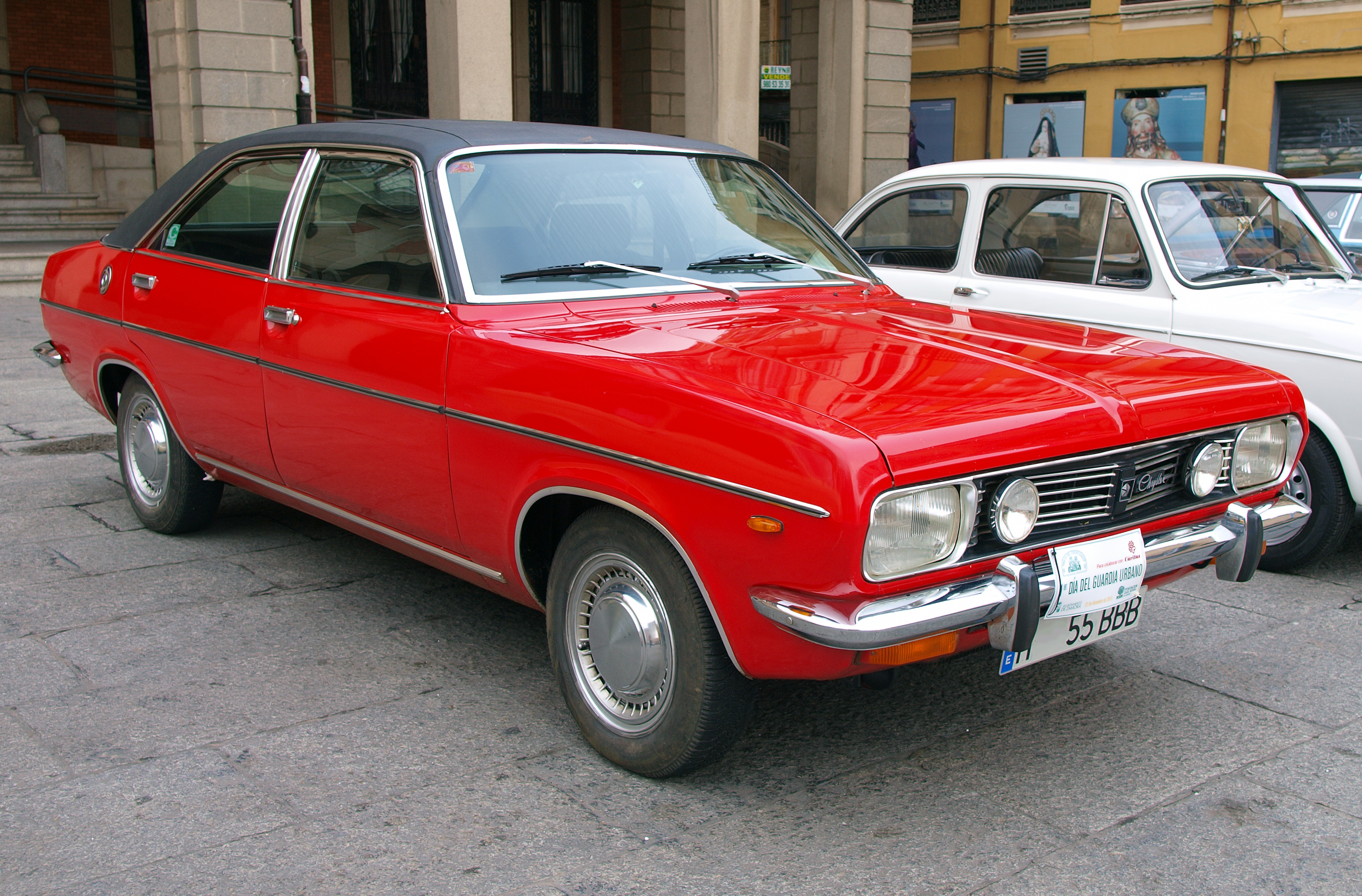
Chrysler 180

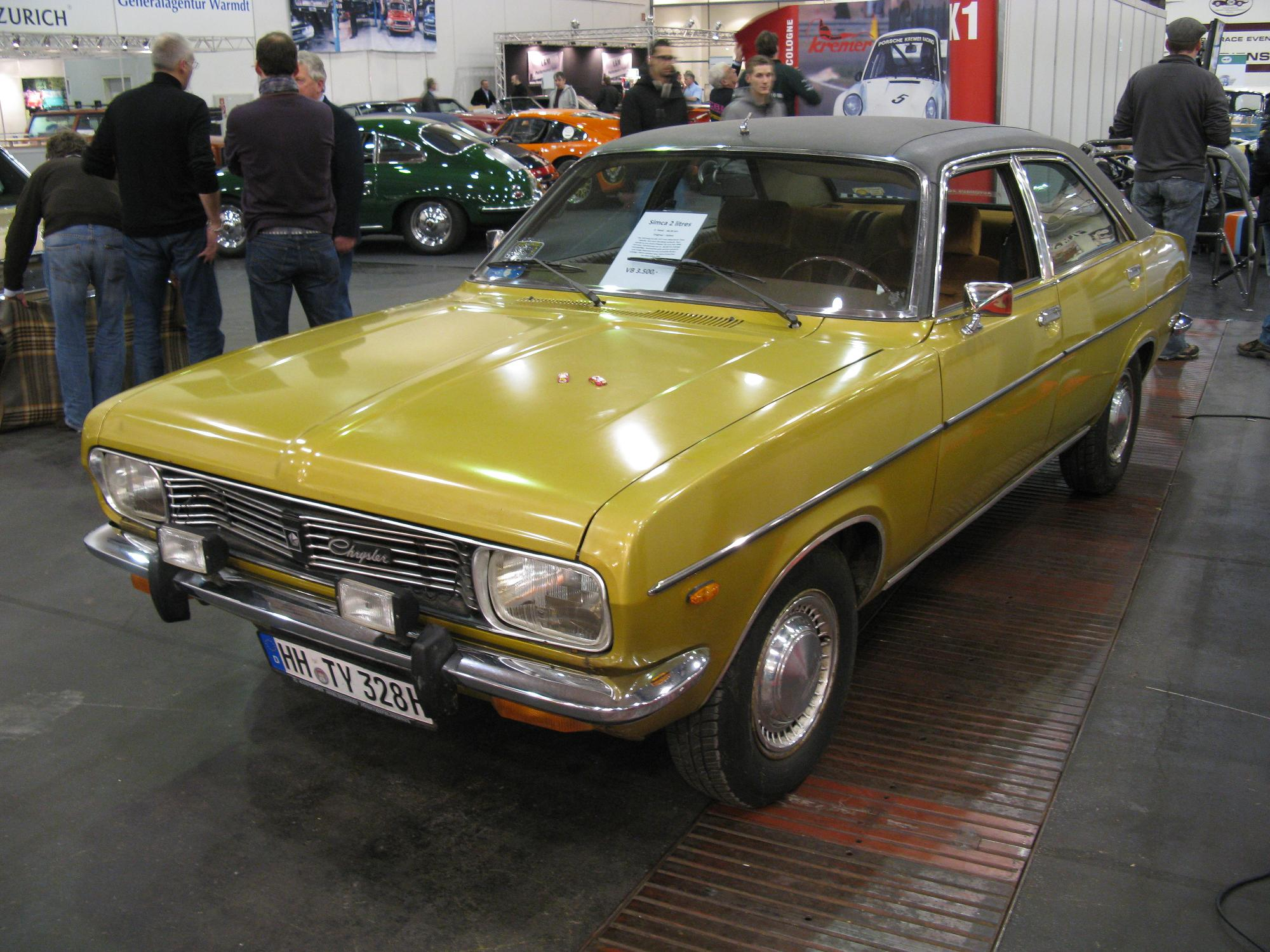
Chrysler 2-Litre

Jeszcze zanim Chrysler utworzył swój europejski oddział, dokonując fuzji brytyjskiej marki Rootes, francuskiej Simki i hiszpańskiego Barreiros w 1967 roku, wydarzenie to ostatecznie przerwało zaawansowany rozwój dwóch niezależnych konstrukcji firm Rootes oraz Simca. W 1966 Brytyjczycy rozpoczęli prace nad projekte C Car, który miał zwiastować średniej wielkości model większy od sedana Hillman Avenger. W tym samym czasie Simca prowadzili prace nad takiej samej klasy nowym samochodem pod kodem Project 929.
Po tym, jak w powstało Chrysler Europe i fuzja dotychczasowych firm Rootes, Simca i Barreiros stała się faktem, podjęto decyzję o kontynuacji rozwoju projektu C Car, zatrudniając stylistę amerykańskiego oddziału Chryslera. W efekcie powstały kształty protoplasty przyszłego Chryslera 180, inspirowany wyglądem innych modeli marki oferowanych w Ameryki Północnej i zarazem nawiązujące do stylistyki mniejszego Hillmana Avengera.
Jednakże, w 1970 roku Chrysler Europe zdecydował się odejść od pierwotnego projektu i wykorzystać gotowy projekt nadwozia Simki. Decyzja ta wywołała wzburzenie brytyjskich konstruktorów dawnej marki Rootes, których prace pochłonęły wówczas kilkadziesiąt milionów funtów. Ostatecznie, w 1970 roku we francuskich Simca w Poissy ruszyła produkcja modelu pod marką Chrysler. Nazwa była uzależniona od pojemności silnika – model z jednostką 1.6l nosił nazwę Chrysler 160, z większym silnikiem Chrysler 180, a topowa odmiana z 2,0-litrową jednostką nazywała się Chrysler 2-Litre.

### Zmiana nazwy i następca
W 1977 roku, na rynku europejskim z wyjątkiem Wielkiej Brytanii nazwa modelu została zmieniona na odpowiednio Chrysler-Simca 1609, Chrysler-Simca 1610 oraz Chrysler-Simca 2-Litre.
Z kolei w ostatnim roku produkcji, w 1979 roku, doszło do przejęcia Chrysler Europe przez francuski koncern PSA Peugeot-Citroen. W ten sposób samochód przemianowano na markę Talbot, a rok później zastąpił go nowy model tejże marki – Tagora.

### Dane techniczne (160)
- R4 1,6 l (1639 cm³), 2 zawory na cylinder, SOHC
- Układ zasilania: gaźnik
- Średnica × skok tłoka: 83,40 mm × 75,00 mm
- Stopień sprężania: 9,45:1
- Moc maksymalna: 80 KM (58,9 kW) przy 5600 obr./min
- Maksymalny moment obrotowy: 123 N•m przy 3000 obr./min
- Prędkość maksymalna: 161 km/h

### Dane techniczne (180)
- R4 1,8 l (1812 cm³), 2 zawory na cylinder, SOHC
- Układ zasilania: gaźnik
- Średnica × skok tłoka: 87,70 mm × 75,00 mm
- Stopień sprężania: 9,45:1
- Moc maksymalna: 100 KM (73,8 kW) przy 5400 obr./min
- Maksymalny moment obrotowy: 150 N•m przy 3400 obr./min
- Prędkość maksymalna: 170 km/h

### Dane techniczne (2-Litre)
- R4 2,0 l (1981 cm³), 2 zawory na cylinder, SOHC
- Układ zasilania: gaźnik
- Średnica × skok tłoka: 87,70 mm × 75,00 mm
- Stopień sprężania: 9,45:1
- Moc maksymalna: 110 KM (80,5 kW) przy 5600 obr./min
- Maksymalny moment obrotowy: 160 N•m przy 3600 obr./min
- Prędkość maksymalna: 171 km/h